# Escalada nos Jogos Mundiais de 2013
O torneio de Escalada nos Jogos Mundiais de 2013 aconteceu nos dias 3 e 4 de agosto de 2013 no velodromo Alcides Nieto em Cali, na Colombia.

## Participantes
| Seletiva                                                            | Lead (Condução)                                                                      | Lead (Condução)                                                                       | Speed (Velocidade)                                                                         | Speed (Velocidade)                                                                                 |
| Seletiva                                                            | Masculino                                                                            | Feminino                                                                              | Masculino                                                                                  | Feminino                                                                                           |
| ------------------------------------------------------------------- | ------------------------------------------------------------------------------------ | ------------------------------------------------------------------------------------- | ------------------------------------------------------------------------------------------ | -------------------------------------------------------------------------------------------------- |
| Campeões e Vice da Copa do Mundo de 2012                            | Jakob Schubert Sean McColl Mario Lechner                                             | Angela Eiter Jain Kim Matilda Soderlund                                               | Qixin Zhong Libor Hroza                                                                    | Yuliya Levochkina Iuliia Kaplina                                                                   |
| Quota extra Copa do Mundo de 2012 (Desportistas mais bem colocados) | Sachi Amma Ramón Julián Puigblanque Romain Desgranges Magnus Midtbø Stefano Guisolfi | Mina Markovic Johanna Ernst (3º) Hélène Janicot Dinara Fakhritdinova Evgeniya Malamid | Stanislav Kokorin Danylo Boldyrev Sergei Sinitsin Yaroslav Gontarik Evgenii VaitceKhovskii | Alina Gaydamakina Maria Krasavina (3º) Esther Bruckner Edyta Ropek Klaudia Buczek Monika Prokopiuk |
| Campeões Mundiais (juniores e cadete)                               | Dmitry Fakiryanov Sebastian Halenke                                                  | Momoka Oda Katharina Posch Jessica Pilz Salomé Romain                                 | Nikita Suyushkin Ruslan Faizullin                                                          | Anouck Jaubert Anna Emets                                                                          |
| Campeões Asiáticos (adultos e juniores)                             | Hyunbin Min Hongil Kim                                                               | Seuran Han (2º) Sol Sa                                                                | Sufriyanto Rindi Guangdong Li                                                              | Yang Wang Kobra Lakzaiifar (2º)                                                                    |
| Campeões da África do Sul                                           | Pal Brouard                                                                          | Candice Bagley                                                                        | Benjamin De Charmony                                                                       | Julia Chen                                                                                         |
| Melhores Europeus no Campeonato Mundial                             | Adam Ondra (3º) Manuel Romain                                                        | Charlotte Durif (5º)                                                                  | Dmitrii Timofeev (3º)                                                                      | Natalia Titova (3º)                                                                                |
| Campeões Europeus (juniores)                                        | Domen Skofic                                                                         | Magdalena Röck                                                                        | Volodymyr Zinchenko                                                                        | Aleksandra Rudzińska (3º)                                                                          |
| Campeões da Oceania (adultos e juniores)                            | Daniel Fisher Josh Evans                                                             | Monique Forestier Tayla Atkin                                                         | Campbell Harrison Josiah Jacobsen-Grocott                                                  | Judith Carroll Emma Lovegrove                                                                      |
| Campeões pan-americanos (adultos e juniores)                        | Reinaldo Camacho Joseph Gifford                                                      | Sasha DiGiulian Francis Guillen Cicada Jenerik                                        | Leonel De Las Salas Josh Levin                                                             | Lucelia Blanco Cicada Jenerik Alison Stewart-Patterson                                             |
| Campeões sul-americanos (adultos e juniores)                        | Manuel Escobar Facundo Langbehn                                                      | Francis Rodriguez Paola Vazquez                                                       | Josmar Nieves Erik Noya                                                                    | Francis Guillen Paola Vazquez                                                                      |
| Quota extra (Participação do país anfittrião)                       | Juan Arboleda                                                                        | Marcela Avellaneda                                                                    | Jorge Hernandez                                                                            | Margarita Robles                                                                                   |
| Total de atetas                                                     | 17                                                                                   | 18                                                                                    | 18                                                                                         | 17                                                                                                 |

## Medalhistas

### Evento:Lead(Condução)
| Categoria | Ouro                     | Prata          | Bronze               |
| --------- | ------------------------ | -------------- | -------------------- |
| Masculino | Ramon Julian Puigblanque | Jakob Schubert | Magnus Midtbø        |
| Feminino  | Mina Markovic            | Jain Kim       | Dinara Fakhritdinova |

### Evento:Speed(Velocidade)
| Categoria | Ouro              | Prata             | Bronze         |
| --------- | ----------------- | ----------------- | -------------- |
| Masculino | Dmitrii Timofeev  | Stanislav Kokorin | Qixin Zhong    |
| Feminino  | Alina Gaidamakina | Mariia Krasavina  | Iuliia Kaplina |

## Quadro de Medalhas
| Ordem | País          | Medalha de ouro | Medalha de prata | Medalha de bronze |    |
| ----- | ------------- | --------------- | ---------------- | ----------------- | -- |
| 1     | Rússia        | 2               | 2                | 2                 | 6  |
| 2     | Espanha       | 1               |                  |                   | 1  |
| 2     | Eslovénia     | 1               |                  |                   | 1  |
| 4     | Áustria       |                 | 1                |                   | 1  |
| 4     | Coreia do Sul |                 | 1                |                   | 1  |
| 6     | Noruega       |                 |                  | 1                 | 1  |
| 6     | China         |                 |                  | 1                 | 1  |
| TOTAL | TOTAL         | 4               | 4                | 4                 | 12 |